# Spoorlijn Jübek - Husum
De spoorlijn Jübeck - Husum is een Duitse spoorlijn is als spoorlijn 1011 onder beheer van DB Netze.

## Geschiedenis
Het traject werd door Peto, Brassey and Betts geopend op 29 december 1869.  
Het traject werd na de Pruisisch-Deense oorlog op 25 oktober 1854 tussen Tönning en Flensburg geopend. Op 29 december 1869 werd hier op het traject tussen Husem en Jübek geopend. Het traject via Klosterkrug werd in 1869 gesloten en opgebroken.

## Treindiensten
De Deutsche Bahn verzorgt het personenvervoer op dit traject met RE treinen, deze dienst wordt verzorgd door DB Regio Nord.
| Serie | Treinsoort                      | Route                                    | Bijzonderheden |
| ----- | ------------------------------- | ---------------------------------------- | -------------- |
| RE 74 | RegionalExpress (DB Regio Nord) | Kiel Hbf – Rendsburg – Schleswig – Husum |                |

## Aansluitingen
In de volgende plaatsen is of was er een aansluiting op de volgende spoorlijnen:
Jübek
DB 1040, spoorlijn tussen Neumünster en Flensburg
Husum
DB 1012, spoorlijn tussen Rendsburg en Husum
DB 1204, spoorlijn tussen Husum en Tönning
DB 1208, spoorlijn tussen Husum en Flensburg
DB 1210, spoorlijn tussen Elmshorn en Westerland